# Milano rovente
Milano rovente är en italiensk poliziottescofilm från 1973 i regi av Umberto Lenzi.

## Rollista i urval
- Antonio Sabàto - Salvatore Cangemi
- Philippe Leroy - Roger Daverty
- Marisa Mell - Jasmina
- Antonio Casagrande - Lino Caruso
- Carla Romanelli - Virginia
- Alessandro Sperlì - Billy Barone
- Tano Cimarosa - Nino Balsamo
- Gabriella Lepori - Vanessa